# Ескиджумайски панаир
Ескиджумайският панаир е сред най-големите панаири по българските земи през XVIII и XIX век и изобщо в европейската част на Османската империя.
Възниква в края на XVIII век в град Ески Джумая (днес: Търговище). От 14 до 21 май се провежда пролетният панаир, а от 5 до 8 октомври – есенният, който е само за добитък. До 1885 г. панаирът се провежда в центъра на града, а от 1886 г. е изместен извън града. Състои се от около 500 дюкяна разположени върху 10 ha оградена площ за добитъка. От 11 до 13 май, непосредствено преди началото на пролетния панаир, се провежда „Камшик пазар“ – голям пазар за добитък.
Панаирът е посещаван от търговци от цялата Османска империя и от Западна Европа. Феликс Каниц пише, че през 1874 година австрийски кораби превозват до Русе над 500 000 кг. стоки за панаира. Продават се занаятчийски стоки – галантерийни, манифактурни, железничарски, стъкларски и порцеланови изделия. Стъкларски стоки и столове се представят от Австрия, прежди и вълнени платове от Англия, бронзови и метални предмети от Русия, сукна и кожени изделия от Румъния, емфие, кафе, шалове и кокосови орехи от Близкия изток. Характерно за панаира е продажбата на породист добитък, най-вече коне. Ескиджумайският панаир постепенно започва да запада от началото на XX век.